# Rupie
Rupie, rupee eller rupiah (sanskrit: rūpyakam), är från början namnet en gammal indisk (rūp eller rūpā) valuta som betyder "silver".
Rupie har använts som valuta i en rad asiatiska och vissa afrikanska länder.

## Aktuella valutor
Idag används rupie som valuta i följande länder:
- Indien - indisk rupie
- Indonesien - som rupiah
- Maldiverna - som rufiyah
- Mauritius - mauritisk rupie
- Nepal - nepalesisk rupie
- Pakistan - pakistansk rupie
- Seychellerna - seychellisk rupie
- Sri Lanka - lankesisk rupie

## Historisk valuta
Rupie användes tidigare även i följande områden och länder:
- Afghanistan
- Bhutan
- Brittiska Östafrika
- Indonesien under den japanska ockupationen
- Italienska Somaliland
- Myanmar
- Tyska Östafrika
- Zanzibar
- områden kring Persiska viken – gulfrupie

## Fiktiv valuta
- Rupee är valutan i landet Hyrule, från Nintendos TV-spelsserie Zelda.